# Syndrome de renutrition inappropriée
 (février 2022).
Si vous disposez d'ouvrages ou d'articles de référence ou si vous connaissez des sites web de qualité traitant du thème abordé ici, merci de compléter l'article en donnant les références utiles à sa vérifiabilité et en les liant à la section « Notes et références ».

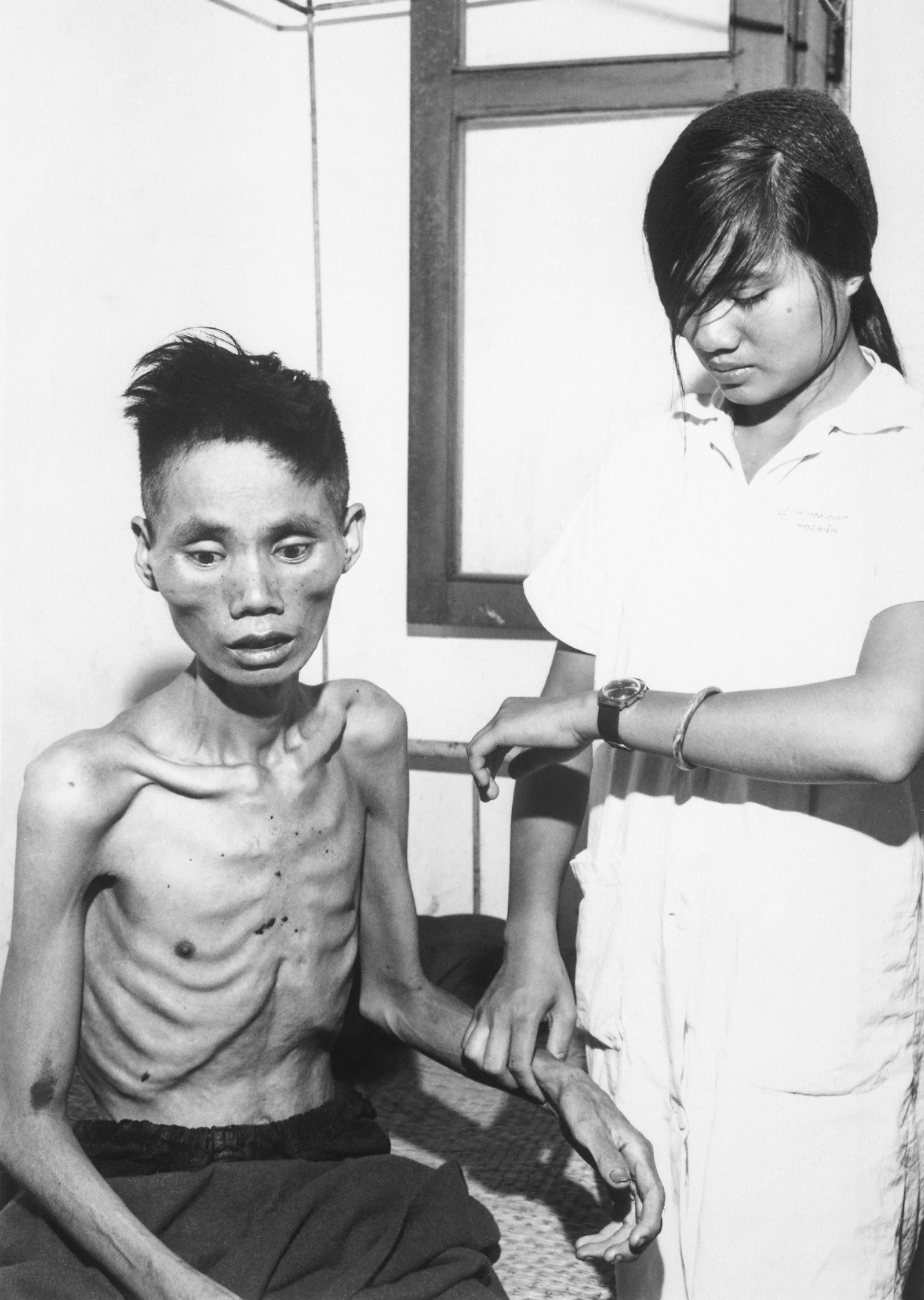
Vietnamien affamé suite à un emprisonement

Le syndrome de renutrition inappropriée (SRI) est caractérisé par un ensemble de complications métaboliques apparaissant au moment de la renutrition d’une personne ayant eu très peu d’apports alimentaires depuis plus de cinq jours, conduisant à un grand nombre de complications dont la mort.

« Ce samedi là, d’ailleurs, la disette cessa. La nuit tomba, qu’on mangeait encore, et l’on mangea jusqu’au lendemain matin. Beaucoup en crevèrent. »

— Émile Zola, La Débâcle
Le SRI fut étudié dans ses débuts au moment du retour des prisonniers japonais de la Seconde Guerre mondiale. Après de longues périodes avec des apports alimentaires quasi inexistants, la reprise d’une alimentation normale leur a été fatale.

## Effets du jeûne sur l'organisme
Pour vivre, l’être humain a besoin de se nourrir de la manière la plus équilibrée possible, afin d’assurer des apports en macro- et micronutriments adéquats. Une fois absorbés au niveau de l’intestin, ils permettent la formation d’énergie sous forme d’adénosine triphosphate (ATP) qui sera utilisée par les cellules pour le bon fonctionnement de l’organisme.
En cas de jeûne et après épuisement des réserves, les besoins en nutriments ne sont plus couverts et un certain nombre de mécanismes se mettent en place.

### Synthèse de glucose
Certains tissus ne peuvent utiliser que le glucose pour fonctionner (par absence d’équipement enzymatique), une production continue doit donc obligatoirement être assurée. Deux mécanismes se mettent en place après épuisement des réserves :
La glycogénolyse : glycogène attaqué par la phosphorylase A 
- Libération de glucose 1 phosphate
- Transformation en glucose 6 phosphate par enzyme du foie

La néoglucogenèse :
- Catabolisme lipidique avec hydrolyse des tri glycérides avec conversion en glucose de sa partie glycérol et conversion en corps cétoniques des trois chaînes d'acides gras.
- Protéolyse musculaire avec acides aminés glucoformateurs (alanine et glutamine)

### Adaptations métaboliques
La lipolyse élevée permet aux tissus de recevoir des acides gras libres en grandes quantités, bénéfiques pour les muscles et le cœur notamment qui adaptent leur métabolisme pour assurer leurs dépenses. Ces acides gras sont aussi captés par le foie qui les transforme en corps cétoniques, et serviront au fonctionnement des muscles squelettiques et cardiaques.

### Variation des taux hormonaux plasmatiques
Le pancréas et le système nerveux central décèlent immédiatement l’hypoglycémie engendrée par l’arrêt des apports. Le taux plasmatique d’insuline s’effondre alors et le glucagon augmente, ce qui stimule la néoglucogenèse et la glycogénolyse dans le foie.

### Modification des taux électrolytiques
La période de jeûne s’accompagne de modifications de concentration en électrolytes intracellulaires : la déplétion. Étant donné que l’épuisement a lieu à l’intérieur des cellules, les concentrations plasmatiques pendant la période de jeûne sont maintenues normales.

## Conséquences du syndrome de renutrition inappropriée
Le syndrome de renutrition apparaît en général dans les quatre à cinq jours qui suivent la reprise de l'alimentation. Les patients peuvent alors présenter des troubles au niveau des électrolytes sanguins, accompagnés de complications neurologiques, pulmonaires, cardiaques, neuromusculaires et hématologiques. La plupart de ces effets proviennent d'une soudaine augmentation des graisses dans le métabolisme des glucides suivi d'une augmentation du niveau d'insuline, conduisant à une consommation accrue de phosphore, de potassium et de magnésium par les cellules. La circulation intracellulaire d'électrolytes cause une chute des électrolytes plasmatiques dont le phosphate, le potassium, le magnésium, le glucose et la thiamine.

### Complications électrolytiques
Les principales complications électrolytiques sont :
|                             | Hypophosphatémie | Hypomagnésémie | Hypokaliémie                                                                                        | Carence en vitamine B                                                     |
| Troubles cardiaques         | Arythmie, insuffisance cardiaque | Arythmie, tachycardie | Gradient K+ indispensable au potentiel de repos : Arythmie, hypotension                             |                                                                           |
| Troubles neuromusculaires   | Asthénie, aréflexie, confusion, paralysie des nerfs crâniens, convulsions                                                                                     | Ataxie, confusion, hyporeflexie, tétanie, convulsions, asthénie                                                                                                  | Paralysie, dépression respiratoire, asthénie                                                        | Ataxie, état confusionnel                                                 |
| Troubles métaboliques       | Trouble de formation des phospholipides, d’ATP, ADN, ARN Altération de la morphologie des érythrocytes, leucocytes et thrombocytes avec syndrome hémorragique | Hypokaliémie, hypocalcémie, hypovitaminose D Trouble dans la phosphorylation oxydative, la production d’ATP et la composition des ribosomes et acides nucléiques | Intolérance au glucose, alcalose, trouble de la synthèse protéique, d’ADN, de croissance cellulaire | Blocage métabolique lors de la ré-introduction avec formation de lactates |
| Troubles rénaux             | | | Polyurie, polydipsie, diminution des capacités de concentration et de la filtration glomérulaire    |                                                                           |
| Troubles gastro-intestinaux | | Douleurs, troubles du transit | Constipation, iléus                                                                                 |                                                                           |
| Troubles hépatiques         | Insuffisance hépatocellulaire | | |                                                                           |
| Troubles respiratoires      | Insuffisance respiratoire aiguë | | |                                                                           |

### Conséquences sur les différentes fonctions de l'organisme

#### Conséquences cardiaques
La période de dénutrition a des conséquences sur le myocarde, en effet on observe d’une part une hypocontractibilité myocardique due à l’atrophie des myocytes et à la déplétion en ATP, mais aussi une bradycardie, et un allongement de l’intervalle QT. Lors de la renutrition, le risque est l’insuffisance cardiaque par augmentation brutale du volume extracellulaire et de la pré-charge.

#### Conséquences musculaires
Déplétion en ATP à l’origine de faiblesses musculaires, atteignant notamment les muscles respiratoires et diaphragmatiques pouvant engendrer une insuffisance respiratoire.

## Prise en charge

### Prévention
Afin d’adopter la bonne prévention et prise en charge et éviter tout risque de syndrome inapproprié, il est important d’identifier les sujets à risque et d’être plus particulièrement vigilant dans les cas suivants : 
| Sujets à risque |
| Personne non alimentée pendant 7 à 10 jours en état de stress métabolique, ou jeûne prolongé (type grève de la faim) |
| Anorexie mentale dans les formes restrictives sévères surtout si IMC <13                                             |
| Anorexie avec crises de boulimie                                                                                     |
| Obésité morbide avec perte de poids importante à la suite de la chirurgie bariatrique, ou un régime drastique        |
| Marasme ou syndrome de Kwashiorkor                                                                                   |
| Alcoolisme, toxicomanie, infection chronique (VIH)                                                                   |
| Vomissements chroniques                                                                                              |
| Dysphagie ou trouble de la motricité œsophagienne                                                                    |
| Maladies inflammatoires intestinales chroniques                                                                      |
| Syndrome du grêle court, sous-nutrition                                                                              |
| Néoplasie |

D’une manière générale, toute personne ayant des apports alimentaires quasiment inexistants (volontairement ou syndrome de malabsorption ou augmentation du besoin énergétique) depuis plus de cinq jours est un sujet à risque.
Des critères précis ont été établis par le « National Institute for Heath and Care Excellence » en 2006 : 
| Critères majeurs                                                                                               |
| Indice de masse corporelle <16                                                                                 |
| Perte de poids > 15 % en 3 à 6 mois                                                                            |
| Jeûne > 10 jours                                                                                               |
| Concentrations plasmatiques en phosphore, potassium, magnésium diminués avant réinstauration de la renutrition |
| Critères mineurs                                                                                               |
| IMC <18.5 |
| Perte de poids de 10 à 15% en 3 à 6 mois                                                                       |
| Jeûne entre 5 et 10 jours                                                                                      |
| Antécédents d’alcoolisme, insulinothérapie, chimiothérapie, traitement diurétique et antiacide                 |

### Mesures à prendre en compte
Il est important de connaître chez le patient à risque :  
- les critères anthropométriques : poids, taille, IMC, plis cutanés et circonférences
- l’historique de la dénutrition
- les marqueurs biologiques : albumine, préalbumine, transferrine, IGF1, créatininurie (sur 24h)
- l’indice de risque nutritionnel de Buzby
- l’index pronostique nutritionnel et inflammatoire = PINI

### Renutrition
La renutrition repose sur une reprise prudente et progressive des apports alimentaires per os ou via nutrition artificielle, avec une surveillance régulière des constantes électrolytiques. Il est préconisé de commencer par des apports assez faibles puis d’augmenter les doses progressivement selon la tolérance du patient.
La tolérance est évaluée en fonction de l’apparition ou non de troubles hydroélectrolitiques, de leur profondeur, ainsi que leurs manifestations cliniques.
|           | J1 – J5 | J6 – J8 | J9 – J11 | J12 – J14 |
| Énergie   | 10 – 15 kcal/kg/j Toujours <500 kcal/j | 15 – 20 kcal/kg/j | 20 – 30 kcal/kg/j | Objectif : 30 – 40 kcal/kg/j Augmenter selon la tolérance |
| Glucides  | 1.5 – 2 g/kg/j | 4 g/kg/j | Augmenter selon la tolérance | Augmenter selon la tolérance |
| Protéines | 1.2 – 1.5 g/kg poids idéal/j Ne pas dépasser 2 – 2.5 g/kg/j | 1.2 – 1.5 g/kg poids idéal/j Ne pas dépasser 2 – 2.5 g/kg/j | 1.2 – 1.5 g/kg poids idéal/j Ne pas dépasser 2 – 2.5 g/kg/j | 1.2 – 1.5 g/kg poids idéal/j Ne pas dépasser 2 – 2.5 g/kg/j |
| Eau       | 40 ml/kg/j Diminuer à 20 ml/kg/j si inflation hydrosodée importante | 40 ml/kg/j Diminuer à 20 ml/kg/j si inflation hydrosodée importante | 40 ml/kg/j Diminuer à 20 ml/kg/j si inflation hydrosodée importante | 40 ml/kg/j Diminuer à 20 ml/kg/j si inflation hydrosodée importante |
| Phosphore | Phosphorémie normale = 0.9 – 1.55 mmol/l Hypophosphorémie légère (<0.85mmol/l) = idem Hypophosphorémie moyenne (<0.6) = Infusion IVSE 9 mmol/12h Hypophosphorémie sévère (<0.3) = Infusion IVSE 18 mmol/12h Si hypophosphorémie inférieure à 0.6 mmol/l à arrêt de la renutrition (1mmol de phosphore = 3mg de phosphore et 1 ampoule de phocytan = 6.6 mmol de phosphore) | Phosphorémie normale = 0.9 – 1.55 mmol/l Hypophosphorémie légère (<0.85mmol/l) = idem Hypophosphorémie moyenne (<0.6) = Infusion IVSE 9 mmol/12h Hypophosphorémie sévère (<0.3) = Infusion IVSE 18 mmol/12h Si hypophosphorémie inférieure à 0.6 mmol/l à arrêt de la renutrition (1mmol de phosphore = 3mg de phosphore et 1 ampoule de phocytan = 6.6 mmol de phosphore) | Phosphorémie normale = 0.9 – 1.55 mmol/l Hypophosphorémie légère (<0.85mmol/l) = idem Hypophosphorémie moyenne (<0.6) = Infusion IVSE 9 mmol/12h Hypophosphorémie sévère (<0.3) = Infusion IVSE 18 mmol/12h Si hypophosphorémie inférieure à 0.6 mmol/l à arrêt de la renutrition (1mmol de phosphore = 3mg de phosphore et 1 ampoule de phocytan = 6.6 mmol de phosphore) | Phosphorémie normale = 0.9 – 1.55 mmol/l Hypophosphorémie légère (<0.85mmol/l) = idem Hypophosphorémie moyenne (<0.6) = Infusion IVSE 9 mmol/12h Hypophosphorémie sévère (<0.3) = Infusion IVSE 18 mmol/12h Si hypophosphorémie inférieure à 0.6 mmol/l à arrêt de la renutrition (1mmol de phosphore = 3mg de phosphore et 1 ampoule de phocytan = 6.6 mmol de phosphore) |
| Potassium | 4 mEq/g d’azote apporté | 4 mEq/g d’azote apporté | 4 mEq/g d’azote apporté | 4 mEq/g d’azote apporté |
| Magnésium | 10 mmol/j | 10 mmol/j | 10 mmol/j | 10 mmol/j |
| Thiamine  | 500 mg/j | 500 mg/j | 500 mg/j | 500 mg/j |
| Folates   | 25 – 50 mg/j pendant 3 jours | 25 – 50 mg/j pendant 3 jours | 25 – 50 mg/j pendant 3 jours | 25 – 50 mg/j pendant 3 jours |

### Surveillance
Afin de vérifier que la réalimentation n'engendre aucun trouble et est bien acceptée par le patient, une surveillance stricte doit être mise en place : 
- Ionogramme sanguin : tous les jours la 1re semaine puis 3 fois / semaine à partir de la 2e semaine pour contrôler les électrolytes K+, Ca2+, P, Mg2+
- Surveillance stricte de la fonction rénale
- Ionogramme urinaire au moindre doute pour rééquilibrer le bilan E/S
- Surveillance clinique